# Hájik

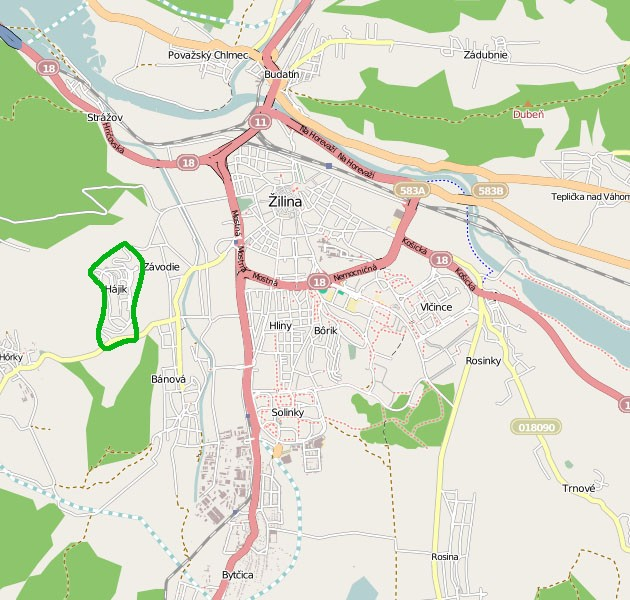
Městská část Žilina-Hájik vyznačena na mapě města

Sídliště Hájik je v pořadí čtvrté žilinské sídliště, které je postaveno západně od centra města. Rozkládá se na přírodní terase nad Závodie, odkud je malebný výhled na město a pohoří Malá Fatra. 
Výstavba panelového sídliště začala v roce 1987. Sídliště můžeme rozdělit na starší část Hájik I a novější část Hájik II, kde výstavbu zabezpečuje Město Žilina. V roce 2007 byla bytová výstavba ukončena. Na sídlišti žije 7311 obyvatel. Součástí sídliště je i obytný soubor rodinných domů Hájek – jih, jakož i individuální postavené rodinné domy.
Na sídlišti je základní škola, mateřská škola, nákupní středisko (nejnovější i OD Tesco), obchody, pošta, velkogaráže a probíhá výstavba Kostela Božího milosrdenství . V roce 2002 byla na sídliště Hájik vybudována trolejbusová doprava, která ho spojuje s centrem.
Na průčelí základní školy je umístěna pamětní tabule s reliéfem plukovníka Georgese Barazera de Lannuriena, velitele skupiny francouzských bojovníků v SNP od akademického sochaře Štefana Pelikána. Na sídlišti je umístěn i Památník slovenských parašutistů, kteří na tomto místě v roce 1943 před prezidentem Slovenské republiky uskutečnili první hromadný seskok 19 vojenských parašutistů pod vedením npr. Juraje Meška. 
O sídlišti Hájik byl natočen zajímavý filmový dokument „Životní podmínky a problémy mladých lidí na sídlištích“, který připravilo žilinské sdružení Kumakokra v rámci kampaně Ministerstva školství SR s názvem Každý jiný, všichni rovni.